# Men, Women & Children
Men, Women & Children è un film del 2014 scritto e diretto da Jason Reitman.
La pellicola, adattamento cinematografico del romanzo omonimo del 2011 scritto da Chad Kultgen, segue le vicende di adolescenti e adulti che subiscono negativamente le conseguenze della modernizzazione tecnologica.

## Trama
- Don e Helen Truby sono una coppia sposata e sessualmente insoddisfatta. Sull'orlo della depressione, Helen cerca una relazione extra-coniugale attraverso un sito di incontri chiamato "Ashley Madison", mentre Don, che da tempo soddisfa le sue esigenze solo masturbandosi con la pornografia virale, prende coraggio e contatta tramite Internet un servizio di prostitute professioniste.

Sia Don sia Helen continuano per un po' i loro legami extraconiugali fingendo reciprocamente di essere felici, fin quando Don scopre il profilo di Helen su "Ashley Madison" e decide di affrontare la situazione. 
- Chris Truby, il figlio di Don e Helen, sviluppa una forte preferenza per la pornografia BDSM. In questo modo, la perversione diviene l'unica cosa che riesce ad eccitarlo. Quando cercherà di aver un rapporto sessuale normale con Hannah, una cheerleader disinibita che vuole perdere la verginità con lui, Chris avrà problemi di erezione che lo condizioneranno, probabilmente, per il resto della vita.

- Donna Clint, ex attrice fallita e madre di Hannah, apre un sito web in cui posta foto di sua figlia affinché possa essere notata. Quando un giorno Donna comincia a ricevere e-mail da sconosciuti che chiedono servizi fotografici della ragazza in posizioni pressoché erotiche, decide di acconsentire alle richieste, pur sapendo che probabilmente si tratti di pedofili.

- Hannah Clint è una cheerleader bella e spregiudicata che svende il proprio corpo per ottenere popolarità e successo. Tra gli sbagli di sua madre e le sue esperienze sessuali, però, alla fine la ragazza si ritroverà completamente sola e con i suoi sogni infranti.

- Tim Mooney è un ex stella del football, che ha lasciato la squadra a causa del divorzio dei suoi genitori dovuto all'abbandono della madre, di cui adesso riceve notizie solo tramite Facebook. Dopo il trauma, Tim passa la maggior parte del suo tempo a giocare a un famoso gioco di ruolo online, vivendo in un mondo a parte del tutto distaccato dalla vita reale, ritenuta da lui insignificante nel contesto dell'universo.

Dopo evidenti problemi di distacco dalla realtà, a Tim vengono prescritti dei farmaci antidepressivi da parte del terapeuta della scuola. L'unico contatto umano e reale di Tim è con una ragazza, Brandy Beltmeyer, che diventerà poi la sua fidanzata. Dopo aver visto commenti molto volgari riguardanti la sua ex moglie nella chat del gioco virtuale di suo figlio, Kent, il padre del ragazzo, elimina l'account di Tim, e lo obbliga a giocare di nuovo a football contro la sua volontà. 
Tim cerca l'aiuto di Brandy, ma a causa dell'intromissione della madre della ragazza crederà di aver perso anche la sua fidanzata e, sentendosi solo al mondo, tenterà il suicidio inghiottendo una quantità abnorme delle pillole antidepressive prescritte.
- Il padre di Tim, Kent, dopo essere stato abbandonato dall'ex moglie, inizia una relazione con Donna Clint, madre della cheerleader Hannah. Le cose sembrano andare bene fra i due fin quando Donna, distrutta dal senso di colpa, rivela a Kent la verità sul sito erotico di sua figlia creato da lei stessa. Kent, che dopo un anno difficile cerca stabilità, inizialmente si allontanerà da lei, per poi offrirle il suo aiuto.

- Brandy Beltmeyer ha una madre estremamente iperprotettiva, Patricia, che monitora in modo ossessivo tutte le sue attività su Internet: cronologia, password e account devono essere sempre sotto l'occhio vigile della genitrice. L'unico contatto di Brandy che sua madre non conosce è il suo account Tumblr, dove la ragazza posta diverse sue foto e stati per esprimere se stessa.

Ma quando Patricia scoprirà anche l'account segreto, la situazione degenererà a tal punto che la stessa madre diventerà un pericolo pubblico per sua figlia e il suo ragazzo.
- Allison Doss è da tempo innamorata di un ragazzo della sua scuola più grande di lei, Brandon, che però non la contraccambia. Allison così tenta di cambiare disperatamente il suo corpo, frequentando siti malsani in cui anoressiche si supportano a vicenda per non mangiare. L'evidente anoressia di Allison la fa apparire scheletrica e denutrita, ma in qualche modo riesce ad attirare l'attenzione di Brandon, offrendo a lui il suo corpo come divertimento senza impegno. La situazione peggiora drasticamente quando Allison sviene in bagno per via di un aborto spontaneo causato da sesso non protetto e dall'eccessivo denutrimento. In questo modo, Allison perde il rispetto e la fiducia dei suoi genitori.

Dopo un po', però, capisce che non mangiando e svendendo il suo corpo non fa altro che svalutare ingiustamente sé stessa.

## Produzione
Le riprese del film sono iniziate il 16 dicembre 2013 ad Austin e dintorni, in Texas, come annunciato ufficialmente dalla Paramount.

## Promozione
Il primo trailer del film viene diffuso il 19 agosto 2014.

## Distribuzione
Il film è stato presentato al Toronto International Film Festival il 4 settembre 2014.
La pellicola è stata distribuita, in numero limitato di copie, nelle sale cinematografiche statunitensi a partire dal 3 ottobre 2014 e dal 17 dello stesso mese in tutta la nazione.